# Mary Keitany
Mary Jepkosgei Keitany (Baringo, 18 gennaio 1982) è un'ex maratoneta keniota, detentrice del record mondiale di maratona ottenuto in una gara esclusivamente femminile.
In carriera si è laureata campionessa mondiale di mezza maratona nel 2009, vincendo inoltre per 4 volte la Maratona di New York e per 3 volte quella di Londra. Si è ritirata dall'attività agonistica nel settembre 2021, a seguito di un infortunio alla schiena avvenuto nel 2019.

## Record nazionali
Seniores
- Maratona: 2h17'01" ( Londra, 23 aprile 2017)  wo

## Palmarès
| Anno | Manifestazione             | Sede       | Evento      | Risultato | Prestazione | Note                  |
| ---- | -------------------------- | ---------- | ----------- | --------- | ----------- | --------------------- |
| 2007 | Mondiali di mezza maratona | Udine      | Individuale | Argento   | 1h06'48"    | Record nazionale      |
| 2007 | Mondiali di mezza maratona | Udine      | A squadre   | Oro       | 3h23'33"    |                       |
| 2009 | Mondiali di mezza maratona | Birmingham | Individuale | Oro       | 1h06'36"    | Record dei campionati |
| 2009 | Mondiali di mezza maratona | Birmingham | A squadre   | Oro       | 3h22'30"    |                       |
| 2012 | Giochi olimpici            | Londra     | Maratona    | 4ª        | 2h23'56"    |                       |

## Altre competizioni internazionali
2009
- Oro alla Mezza maratona di Delhi ( Nuova Delhi) - 1h06'54"
- Argento alla World 10K Bangalore ( Bangalore) - 32'09"

2010
- Bronzo alla Maratona di New York ( New York) - 2h29'01"
- Oro alla Mezza maratona di Lisbona ( Lisbona) - 1h08'50"

2011
- Oro alla Maratona di Londra ( Londra) - 2h19'19"
- Bronzo alla Maratona di New York ( New York) - 2h23'38"
- Oro alla Mezza maratona del Portogallo ( Lisbona) - 1h07'53"

2012
- Oro alla Maratona di Londra ( Londra) - 2h18'37"

2014
- Oro alla Maratona di New York ( New York) - 2h25'07"

2015
- Argento alla Maratona di Londra ( Londra) - 2h23'40"
- Oro alla Maratona di New York ( New York) - 2h24'25"

2016
- 9ª alla Maratona di Londra ( Londra) - 2h28'30"
- Oro alla Maratona di New York ( New York) - 2h24'26"

2017
- Argento alla Maratona di New York ( New York) - 2h27'54"
- Oro alla Maratona di Londra ( Londra) - 2h17'01"

2018
- Oro alla Maratona di New York ( New York) - 2h22'48"
- 5ª alla Maratona di Londra ( Londra) - 2h24'27"

2019
- 5ª alla Maratona di Londra ( Londra) - 2h20'58"
- Argento alla Maratona di New York ( New York) - 2h23'32"